# Entoria domonensis
Entoria domonensis är en insektsart som beskrevs av Tokuichi Shiraki 1935. Entoria domonensis ingår i släktet Entoria och familjen Phasmatidae. Inga underarter finns listade i Catalogue of Life.